# Sittling (Neustadt)
Sittling ist ein Stadtteil von Neustadt an der Donau im Landkreis Kelheim in Niederbayern. 

## Lage
Sittling gehört zur Hallertau. Das Kirchdorf liegt östlich der hier parallel in Richtung Norden verlaufenden Flüsse Donau und Abens, auf einer steilen Uferkante, welche sich aus den Ebenen der vorherrschenden Auenlandschaft hervorzuheben beginnt. Sittling ist mit dem südlich gelegenen Kurort Bad Gögging räumlich beinahe verwachsen.
Regensburg ist in östlicher Richtung etwa 45 km und Ingolstadt in westlicher 30 km entfernt. München liegt zirka 95 km südlich des Ortes.

## Geschichte
Auf dem Gebiet von Sittling sind römische Spuren nicht bekannt. Benachbart waren jedoch das Römerkastell Eining und die römischen Badeanlagen Bad Göggings.
Wie viele Orte im Landkreis Kelheim ist Sittling ein „ing“-Ort, dessen Namensendung darauf hindeutet, dass seine Entstehung in der Zeit der ältesten baierischen Landnahme im 6. oder 7. Jahrhundert lag. Dementsprechend ist Sittling als Kirchdorf bereits im Jahre 724 unter der Bezeichnung „Sigling“ und als Sitz eines Edelgutes in den Monumenta Boica erwähnt. Der Ort heißt in Aufzeichnungen von 900 „ad Sikkilingun“, was so viel wie „bei den Leuten des kleinen Sikko“ heißt.
Um 1040 saß auf Sittling Grimold I. Er hinterließ zwei Söhne, Heinrich I. von Sittling und Biburg und Grimold II. von Sittling und Arnhofen (1080–1123). Grimold II. war Schirmvogt des Klosters Weltenburg. Sein Sohn Gottfried I. folgte ihm von 1120 bis 1147 in der Schirmvogtei von Weltenburg und nannte sich von Sittling und von Wöhr. Auch sein Sohn Gottfried II. von Sittling und Wöhr übte die Schirmvogtei über Weltenburg von 1145 bis 1184 aus.
Graf Heinrich I. von Sittling und Biburg und dessen Gemahlin Bertha, Tochter des Grafen Eberhard I. von Ratzenhofen, genannt die „Selige Bertha von Ratzenhofen“ übergaben im Rahmen einer Erbteilung, die ihnen gehörende Burg Biburg, welche ursprünglich Heiratsgut von Bertha war, an ihre beiden jüngeren Söhne Konrad und Arbeo. Auf Wunsch ihrer Mutter Bertha schenkten Konrad und Arbeo im Jahre 1125 der Domkirche zu Bamberg ihre Burg Biburg, mit der Auflage, dort ein Kloster zu errichten. Eberhard von Sittling und Biburg, deren Bruder wurde daraufhin erster Abt des Klosters Biburg. Die Herren von Sittling waren die Vorfahren der Herren von Altmannstein, Biburg und Wöhr.:S. 360.
Das Wappen der Herrn von Sittling, in Form der 3 Rosen, findet sich in der unteren linken Hälfte des Wappens des Landkreises Kelheim wieder.

## Kirche
Die Kirche St. Ulrich und Wolfgang ist romanischen Ursprungs.

## Wirtschaft und Infrastruktur
Das Dorf ist fast ausschließlich land- und forstwirtschaftlich geprägt. Hopfenanbau bildet hierbei den Schwerpunkt. Sittling hatte den Sitz einer mittelständischen Ziegelei.

## Persönlichkeiten
- Eberhard von Sittling und Biburg, um 1085 in Sittling geboren,[7] war von 1147 bis 1164 Erzbischof von Salzburg und wurde als heilig verehrt.
- „Selige“ Bertha von Ratzenhofen, auch „Selige“ Bertha von Biburg genannt († 1151), die Mutter des „Heiligen Eberhard“ gilt als Stifterin des Klosters Biburg und der Wallfahrtskirche Allersdorf.[6]